# Elk City (Kansas)
Pour les articles homonymes, voir Elk City.
Elk City est une ville américaine située dans le comté de Montgomery, au Kansas. Selon le recensement de 2010, sa population est de 325 habitants.